# Гура-Яломіцей (комуна)
Гура-Яломіцей (рум. Gura Ialomiței) — комуна у повіті Яломіца в Румунії. До складу комуни входять такі села (дані про населення за 2002 рік):
- Гура-Яломіцей (1352 особи) — адміністративний центр комуни
- Лучу (1507 осіб)

Комуна розташована на відстані 134 км на схід від Бухареста, 34 км на північний схід від Слобозії, 91 км на північний захід від Констанци, 82 км на південь від Галаца.

## Населення
У 2009 року у комуні проживали 2874 особи.